# 洪大容
洪大容（朝鮮語: 홍대용、1731年5月12日 - 1783年11月17日）は、李氏朝鮮の哲学者、天文学者、数学者。字は得保。號は湛軒。本貫は南陽洪氏。

## 人物
両班の家に生まれ、当代随一の学者であった金元行に学ぶ。朴趾源ら北学派の指導的存在であり、とりわけ天文学に深い知識をもち、清州の自宅に観測所「籠水閣」を設けて実測に当たった。
35歳のとき書状官に選ばれた叔父に随行して北京に赴き、清朝のドイツ人の欽天監正（天文台長）や、厳誠、潘庭筠、陸飛らの中国人天文学者たちと対等に議論したことで知られる。著書『広山問答』『医巫閭山問答』を著し、地球自転説（朝鮮での創唱は半世紀前の金錫文）を主張し、宇宙無限論を展開した。玄琴の名手で音楽にも造詣が深いことで知られた。帰朝すると、司憲府の監察、慶尚道栄州郡郡守などを歴任した。
1783年11月17日、52歳で死去した。

## 日本語訳
- 洪大容『乾浄筆譚　朝鮮燕行使の北京筆談録』夫馬進訳注、平凡社東洋文庫 全2巻、2016-2017年

研究
- 金泰俊『虚学から実学へ　十八世紀朝鮮知識人洪大容の北京旅行』東京大学出版会、1988年